# Thomas Zwiefelhofer
Thomas Zwiefelhofer (ur. 10 grudnia 1969) – liechtensteiński polityk i prawnik, wicepremier Liechtensteinu oraz minister spraw wewnętrznych, sprawiedliwości i spraw gospodarczych od 27 marca 2013 do 30 marca 2017.

## Życiorys
W 1989 zdał egzamin maturalny w szkole średniej w Vaduz. W latach 1989–1996 studiował architekturę na Politechnice Federalnej w Zurychu. Przez kolejne dwa lata pracował w pracowni architektonicznej ZRH Architekten AG w Zollikon. W latach 1998–2000 studiował prawo na Universität St. Gallen, uzyskując tytuł licencjacki, a w 2007 stopień doktora prawa. W latach 2009–2010 studiował podyplomowo (CAS) krajowe i międzynarodowe prawo podatkowe na Universität Liechtenstein w Vaduz.
Od 2000 do 2013 pracował jako prawnik w firmie Allgemeines Treuunternehmen w Vaduz. Jednocześnie, od 2003 do 2007 był wykładowcą na Universität Liechtenstein. W latach 2007–2013 pełnił funkcję konsula honorowego Rzeczypospolitej Polskiej w Liechtensteinie.
Od 2007 do 2011 wchodził w skład rady miejskiej Vaduz. Od 2009 do 2013 pełnił funkcję wiceprzewodniczącego Unii Patriotycznej (VU) w okręgu Oberland. W wyborach parlamentarnych w 2013 był kandydatem partii na urząd szefa rządu. Choć Unia Patriotyczna zajęła drugie miejsce, weszła w skład koalicji rządowej. 27 marca 2013 objął stanowisko wicepremiera oraz jednocześnie ministra spraw wewnętrznych, sprawiedliwości i spraw gospodarczych w rządzie premiera Adriana Haslera.
W kolejnych wyborach parlamentarnych z 5 lutego 2017, jego partia uzyskała 8 z 25 mandatów, przegrywając z Postępową Partią Obywatelską. Choć obie partie zawiązały ponownie koalicją rządową, Zwiefelhofer nie wszedł w skład nowego gabinetu premiera Haslera, zaprzysiężonego 30 marca 2017.
Thomas Zwiefelhofer jest żonaty, ma troje dzieci

## Odznaczenia
- Krzyż Komandorski z Gwiazdą Orderu Zasługi Księstwa Liechtenstein (2017)[4]